# صلاح عطية
صلاح عطية (18 مارس 1946 - 1 ربيع الآخر 1437 هـ / 11 يناير 2016)، مهندس زراعي ورجل أعمال مصري من قرية تفهنا الأشراف بمركز ميت غمر بمحافظة الدقهلية واشتهر بأنه مؤسس فرع جامعة الأزهر في قرية تفهنا الأشراف وهي أول حالة لوجود كلية لإحدى الجامعات  داخل قرية في مصر.

## نبذه عن حياته
ولد صلاح عطية بقرية تفهنا الأشراف بمركز ميت غمر التابعة لمحافظة الدقهلية والتي تبعد عن القاهرة بمسافة 120 كم، وكان حال أسرته كحال الأسر الفقيرة في القرى المصرية.
وبدأت قصة تجربة المهندس صلاح باشتراك تسعة من الشباب الذين تعارفوا خلال فترة التجنيد بالجيش، وفي عام 1974م  اتفقوا على إنشاء مزرعة للدواجن بعد انتهاء فترة تجنيدهم تكلفت ألفي جنيه، وخلال كتابة عقد الشركة قرروا تخصيص نسبة 10% من الربح لإنفاقها في وجوه الخير وقاموا بتسميته «سهم الشريك الأعظم» وعندما وجدوا حصيلة الربح كبيرة جدًّا وأكثر مما كانوا يتوقعون قرروا زيادة نسبة «سهم الشريك الأعظم» إلى 20% من الربح في الدورة التالية شكرًا لله على ما تحقق من حصيلة كبيرة، وكان نتاج الدورة التالية من الإنتاج غير مألوف فقرروا زيادة نسبة «سهم الشريك الأعظم» لوجوه الخير من الربح إلى 30% وتكرر النتاج الكبير في الدورة التالية فزادوا النسبة إلى 40% وهكذا استمرت الزيادة إلى أن أصبحت 100% في إجمالي عشر مزارع.'

## تأثيره على المجتمع
قام المهندس صلاح عطية بالعديد من الأعمال في خدمة المجتمع من إنشاء معاهد دينية وحتى للوصول إلى إنشاء جامعة أزهرية بقريته تفهنا الأشراف، ففي عام 1984 م اجتمع المهندسان صلاح عطية وصلاح خضر مع عمدة القرية للبدء في إنشاء مركز إسلامي متكامل بالقرية، فلقد أنشأ 6 معاهد دينية أزهرية للمراحل المختلفة (ابتدائي - إعدادي - ثانوي) ومقسمة إلى ثلاثة للبنين وثلاثة للبنات ثم قام بإنشاء محطة سكة حديد والتي أعقبها بإنشاء كلية جامعية للشريعة والقانون، تلاها كلية للتجارة بنات ثم كلية لأصول الدين ثم كلية التربية بتفهنا الأشراف.
ثم قام ببناء المعهد الديني بقرية الصنافين التابعة لمركز منيا القمح بالشرقية، وبدأ تشكيل لجنة بالتنسيق مع أهالي القرية لجمع التبرعات وكان هو أول المتبرعين على الرغم أن تلك القرية لم تتبع محافظته، ولم يغادر القرية إلا بعد جمع كافة التبرعات وبدء إنشاء معهد بنين وبنات بالقرية، وبعد ذلك توسع في إنشاء لجان متخصصة للتنمية داخل القرية، فهذه لجنة للزراعة مكونة من المهندسين الزراعيين علي المعاش، لبحث كيفية زيادة إنتاجية المحاصيل المزروعة، ولجنة للشباب تختص بشغل أوقات فراغهم. ولجنة للتعليم مكونة من نظار المدارس بالمعاش لرفع المستوي التعليمي بالقرية.
ولقد كان من نتاج هذه الأنشطة إنشاء بيت مال للمسلمين بقرية تفهنا الأشراف لجمع الزكاة وتوزيعها وكذلك إنشاء لجان المصالحة لإحداث السلام الاجتماعي بين أهالي القرية، بالإضافة إلى إنشاء عدد من المصانع وجعلها وقفا للإنفاق على المشروعات الخيرية بقريته 

## وفاته
توفي المهندس صلاح عطية في 11 يناير 2016م بعد صراع مع مرض الكبد عن عمر يناهز 70 عامًا، ولم ينجب أبناء، وشهد جنازته مئات الآلاف من المشيّعين مما جعلها من أكبر الجنازات في مصر. ولقد نعاه العديد من الشخصيات في مصر لما كان له من أعمال خيرية بالرغم من أنه كان بعيد كل البعد عن الإعلام ولم يعرف به الكثير من الناس إلا بعد وفاته.